# Dictyla labeculata
Dictyla labeculata är en insektsart som först beskrevs av Philip Reese Uhler 1893.  Dictyla labeculata ingår i släktet Dictyla och familjen nätskinnbaggar. Inga underarter finns listade i Catalogue of Life.